# Sertralin
Sertralin (Udgivet under navnet Zoloft, Lustral , Selektra og andre) er et antidepressivum af klassen selektive serotoningenoptagshæmmere (SSRI). Det blev først introduceret på markedet af Pfizer i 1991. Sertralin anvendes til behandling af depression. Midlet anvendes desuden ved angst for samvær med andre (socialfobi), panikangst, stress efter ulykker eller lign. voldsomme hændelser (posttraumatisk stresstilstand (PTSD)) samt tvangsforestillinger og -handlinger (obsessiv-kompulsiv tilstand (OCD)).
I 2013 var sertralin det mest ordinerede antidepressivum og næstmest ordinerede psykofarmaka (efter Alprazolam) på det amerikanske marked med over 41 millioner recepter.